# Akoupé-Zeudji
Akoupé-Zeudji est une localité du sud de la Côte d'Ivoire, et appartenant au district d'Abidjan, dans la Région des Lagunes. La localité d'Akoupé-Zeudji est un chef-lieu de commune.

## Économie
Cette localité dispose d'une zone industrielle bâtie sur une superficie de 940 hectares.